# Jon Garrido
Jon Ander Garrido Moracia (ur. 9 października 1989 w Bilbao) – hiszpański piłkarz występujący na pozycji pomocnika w Cádiz CF.